# Bons-en-Chablais
Bons-en-Chablais is een gemeente in het Franse departement Haute-Savoie (regio Auvergne-Rhône-Alpes). De plaats maakt deel uit van het arrondissement Thonon-les-Bains. In de gemeente ligt spoorwegstation Bons-en-Chablais. Bons-en-Chablais telde op 1 januari 2022 6.120 inwoners.

## Geografie
De oppervlakte van Bons-en-Chablais bedroeg op 1 januari 2022 19,09 vierkante kilometer; de bevolkingsdichtheid was toen 320,6 inwoners per km².

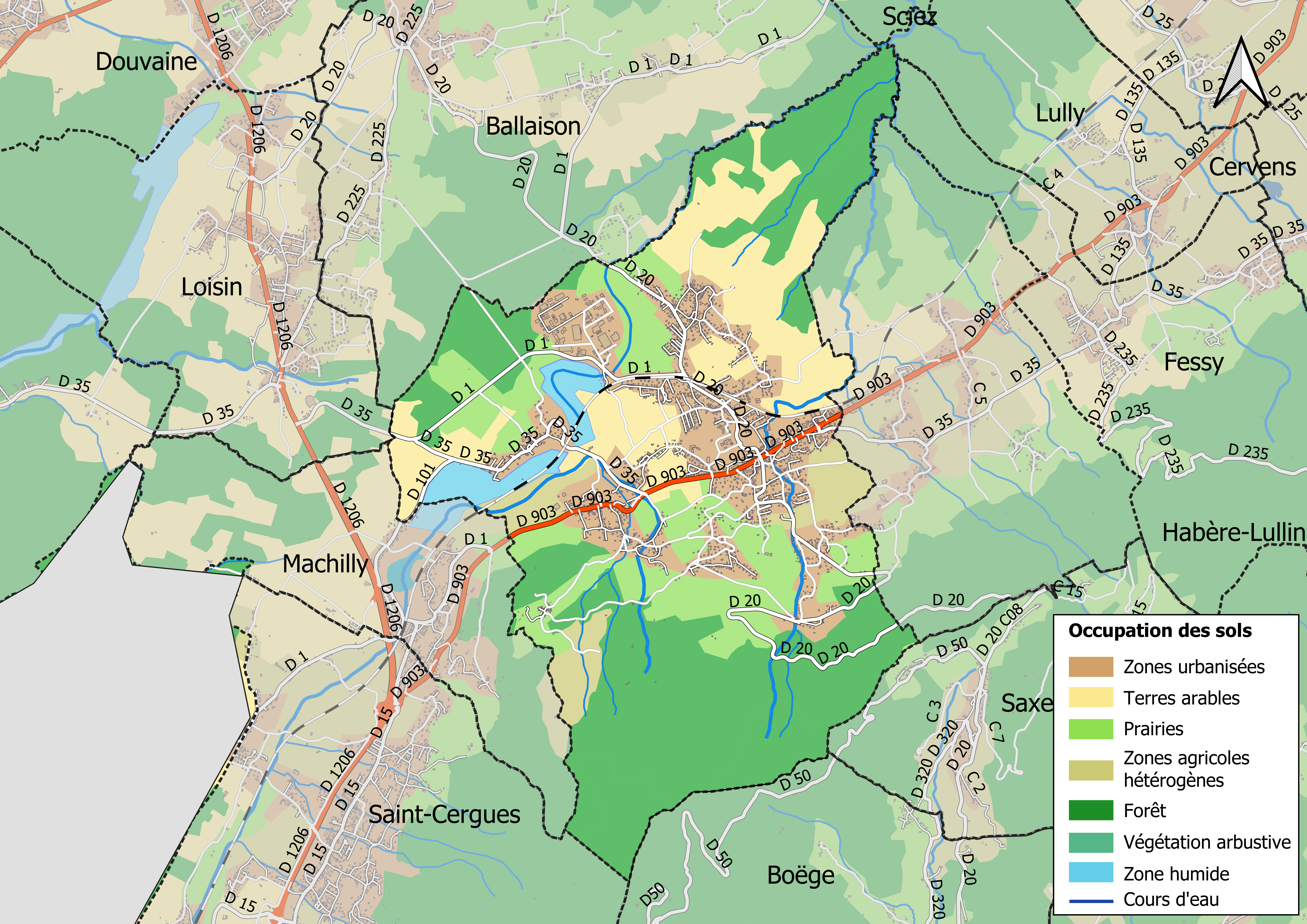
Kaart van de gemeente met de belangrijkste infrastructuur, bodemgebruik en omliggende gemeenten

## Demografie
Onderstaande figuur toont het verloop van het inwonertal (bron: INSEE-tellingen).